# Copa Davis de 2015
A Copa Davis de 2015 (2015 Davis Cup by BNP Paribas) é a 104ª edição da principal competição do tênis masculino. Teve início em 6 de março e sua final em 29 de novembro. No grupo mundial, 16 equipes disputam o título.

## Grupo Mundial
| Equipes Participantes | Equipes Participantes | Equipes Participantes | Equipes Participantes |
| Alemanha              | Argentina             | Austrália             | Bélgica               |
| Brasil                | Canadá                | Cazaquistão           | Croácia               |
| Estados Unidos        | França                | Itália                | Japão                 |
| Reino Unido           | Tchéquia              | Sérvia                | Suíça                 |
| --------------------- | --------------------- | --------------------- | --------------------- |

### Jogos
|  |                                       |                              |                              |                                            |   |                                       |                                   |                                   |  |  |                                |                                |                                |  |  |                           |                           |                           |
|  | Primeira fase 6 a 8 de março          | Primeira fase 6 a 8 de março | Primeira fase 6 a 8 de março |                                            |   | Quartas de final 17 a 19 de julho     | Quartas de final 17 a 19 de julho | Quartas de final 17 a 19 de julho |  |  | Semifinais 18 a 20 de setembro | Semifinais 18 a 20 de setembro | Semifinais 18 a 20 de setembro |  |  | Final 27 a 29 de novembro | Final 27 a 29 de novembro | Final 27 a 29 de novembro |
|  | Primeira fase 6 a 8 de março          | Primeira fase 6 a 8 de março | Primeira fase 6 a 8 de março |                                            |   | Quartas de final 17 a 19 de julho     | Quartas de final 17 a 19 de julho | Quartas de final 17 a 19 de julho |  |  | Semifinais 18 a 20 de setembro | Semifinais 18 a 20 de setembro | Semifinais 18 a 20 de setembro |  |  | Final 27 a 29 de novembro | Final 27 a 29 de novembro | Final 27 a 29 de novembro |
|  | Frankfurt, Alemanha – duro (coberto)  |                              |                              |                                            |   |                                       |                                   |                                   |  |  |                                |                                |                                |  |  |                           |                           |                           |
|  |                                       |                              |                              |                                            |   |                                       |                                   |                                   |  |  |                                |                                |                                |  |  |                           |                           |                           |
|  | 1                                     | França                       | 3                            |                                            |   |                                       |                                   |                                   |  |  |                                |                                |                                |  |  |                           |                           |                           |
|  | 1                                     | França                       | 3                            | Londres, Reino Unido – grama               |   |                                       |                                   |                                   |  |  |                                |                                |                                |  |  |                           |                           |                           |
|  |                                       | Alemanha                     | 2                            |                                            |   |                                       |                                   |                                   |  |  |                                |                                |                                |  |  |                           |                           |                           |
|  |                                       | Alemanha                     | 2                            |                                            | 1 | França                                | 1                                 |                                   |  |  |                                |                                |                                |  |  |                           |                           |                           |
|  | Glasgow, Reino Unido – duro (coberto) |                              |                              |                                            | 1 | França                                | 1                                 |                                   |  |  |                                |                                |                                |  |  |                           |                           |                           |
|  |                                       |                              |                              | Grã-Bretanha                               | 3 |                                       |                                   |                                   |  |  |                                |                                |                                |  |  |                           |                           |                           |
|  | 7                                     | Estados Unidos               | 2                            | Grã-Bretanha                               | 3 |                                       |                                   |                                   |  |  |                                |                                |                                |  |  |                           |                           |                           |
|  | 7                                     | Estados Unidos               | 2                            |                                            |   | Glasgow, Reino Unido – duro (coberto) |                                   |                                   |  |  |                                |                                |                                |  |  |                           |                           |                           |
|  |                                       | Grã-Bretanha                 | 3                            |                                            |   |                                       |                                   |                                   |  |  |                                |                                |                                |  |  |                           |                           |                           |
|  |                                       | Grã-Bretanha                 | 3                            |                                            |   | Grã-Bretanha                          | 3                                 |                                   |  |  |                                |                                |                                |  |  |                           |                           |                           |
|  | Ostrava, Rep. Tcheca – duro (coberto) |                              |                              |                                            |   | Grã-Bretanha                          | 3                                 |                                   |  |  |                                |                                |                                |  |  |                           |                           |                           |
|  |                                       |                              |                              | Austrália                                  | 2 |                                       |                                   |                                   |  |  |                                |                                |                                |  |  |                           |                           |                           |
|  | 3                                     | Chéquia                      | 2                            | Austrália                                  | 2 |                                       |                                   |                                   |  |  |                                |                                |                                |  |  |                           |                           |                           |
|  | 3                                     | Chéquia                      | 2                            | Darwin, Austrália – grama                  |   |                                       |                                   |                                   |  |  |                                |                                |                                |  |  |                           |                           |                           |
|  |                                       | Austrália                    | 3                            |                                            |   |                                       |                                   |                                   |  |  |                                |                                |                                |  |  |                           |                           |                           |
|  |                                       | Austrália                    | 3                            |                                            |   | Austrália                             | 3                                 |                                   |  |  |                                |                                |                                |  |  |                           |                           |                           |
|  | Astana, Cazaquistão – duro (coberto)  |                              |                              |                                            |   | Austrália                             | 3                                 |                                   |  |  |                                |                                |                                |  |  |                           |                           |                           |
|  |                                       |                              |                              | Cazaquistão                                | 2 |                                       |                                   |                                   |  |  |                                |                                |                                |  |  |                           |                           |                           |
|  | 6                                     | Itália                       | 2                            | Cazaquistão                                | 2 |                                       |                                   |                                   |  |  |                                |                                |                                |  |  |                           |                           |                           |
|  | 6                                     | Itália                       | 2                            |                                            |   | Gante, Bélgica – saibro (coberto)     |                                   |                                   |  |  |                                |                                |                                |  |  |                           |                           |                           |
|  |                                       | Cazaquistão                  | 3                            |                                            |   |                                       |                                   |                                   |  |  |                                |                                |                                |  |  |                           |                           |                           |
|  |                                       | Cazaquistão                  | 3                            |                                            |   | Grã-Bretanha                          | 3                                 |                                   |  |  |                                |                                |                                |  |  |                           |                           |                           |
|  | Buenos Aires, Argentina – saibro      |                              |                              |                                            |   | Grã-Bretanha                          | 3                                 |                                   |  |  |                                |                                |                                |  |  |                           |                           |                           |
|  |                                       |                              |                              | Bélgica                                    | 1 |                                       |                                   |                                   |  |  |                                |                                |                                |  |  |                           |                           |                           |
|  |                                       | Brasil                       | 2                            | Bélgica                                    | 1 |                                       |                                   |                                   |  |  |                                |                                |                                |  |  |                           |                           |                           |
|  |                                       | Brasil                       | 2                            | Buenos Aires, Argentina – saibro (coberto) |   |                                       |                                   |                                   |  |  |                                |                                |                                |  |  |                           |                           |                           |
|  | 5                                     | Argentina                    | 3                            |                                            |   |                                       |                                   |                                   |  |  |                                |                                |                                |  |  |                           |                           |                           |
|  | 5                                     | Argentina                    | 3                            |                                            |   | 5                                     | Argentina                         | 4                                 |  |  |                                |                                |                                |  |  |                           |                           |                           |
|  | Kraljevo, Sérvia – duro (coberto)     |                              |                              |                                            |   | 5                                     | Argentina                         | 4                                 |  |  |                                |                                |                                |  |  |                           |                           |                           |
|  |                                       |                              | 4                            | Sérvia                                     | 1 |                                       |                                   |                                   |  |  |                                |                                |                                |  |  |                           |                           |                           |
|  | 0                                     | Croácia                      | 4                            | Sérvia                                     | 1 |                                       |                                   |                                   |  |  |                                |                                |                                |  |  |                           |                           |                           |
|  | 0                                     | Croácia                      |                              |                                            |   | Bruxelas, Bélgica – duro (coberto)    |                                   |                                   |  |  |                                |                                |                                |  |  |                           |                           |                           |
|  | 4                                     | Sérvia                       | 5                            |                                            |   |                                       |                                   |                                   |  |  |                                |                                |                                |  |  |                           |                           |                           |
|  | 4                                     | Sérvia                       | 5                            |                                            |   | 5                                     | Argentina                         | 2                                 |  |  |                                |                                |                                |  |  |                           |                           |                           |
|  | Vancouver, Canadá – duro (coberto)    |                              |                              |                                            |   | 5                                     | Argentina                         | 2                                 |  |  |                                |                                |                                |  |  |                           |                           |                           |
|  |                                       |                              |                              | Bélgica                                    | 3 |                                       |                                   |                                   |  |  |                                |                                |                                |  |  |                           |                           |                           |
|  |                                       | Japão                        | 2                            | Bélgica                                    | 3 |                                       |                                   |                                   |  |  |                                |                                |                                |  |  |                           |                           |                           |
|  |                                       | Japão                        | 2                            | Middelkerke, Bélgica – saibro              |   |                                       |                                   |                                   |  |  |                                |                                |                                |  |  |                           |                           |                           |
|  | 8                                     | Canadá                       | 3                            |                                            |   |                                       |                                   |                                   |  |  |                                |                                |                                |  |  |                           |                           |                           |
|  | 8                                     | Canadá                       | 3                            |                                            |   | 8                                     | Canadá                            | 0                                 |  |  |                                |                                |                                |  |  |                           |                           |                           |
|  | Liège, Bélgica – duro (coberto)       |                              |                              |                                            |   | 8                                     | Canadá                            | 0                                 |  |  |                                |                                |                                |  |  |                           |                           |                           |
|  |                                       |                              |                              | Bélgica                                    | 5 |                                       |                                   |                                   |  |  |                                |                                |                                |  |  |                           |                           |                           |
|  |                                       | Bélgica                      | 3                            | Bélgica                                    | 5 |                                       |                                   |                                   |  |  |                                |                                |                                |  |  |                           |                           |                           |
|  |                                       | Bélgica                      | 3                            |                                            |   |                                       |                                   |                                   |  |  |                                |                                |                                |  |  |                           |                           |                           |
|  | 8                                     | Suíça                        | 2                            |                                            |   |                                       |                                   |                                   |  |  |                                |                                |                                |  |  |                           |                           |                           |
|  | 8                                     | Suíça                        | 2                            |                                            |   |                                       |                                   |                                   |  |  |                                |                                |                                |  |  |                           |                           |                           |

| Copa Davis de 2015             |
| ------------------------------ |
| Grã-Bretanha Campeã 10º título |

## Repescagem
As partidas da repescagem aconteceram entre os dias 18 e 20 de setembro, entre os perdedores da 1ª rodada do Grupo Mundial e os vencedores do Grupo I dos zonais continentais.
| Local                | Time 1               | Placar | Time 2         |
| -------------------- | -------------------- | ------ | -------------- |
| Índia                | Índia                | 1 x 3  | Tchéquia       |
| Suíça                | Suíça                | 4 x 1  | Países Baixos  |
| Rússia               | Rússia               | 1 x 4  | Itália         |
| Uzbequistão          | Uzbequistão          | 1 x 3  | Estados Unidos |
| Colômbia             | Colômbia             | 2 x 3  | Japão          |
| República Dominicana | República Dominicana | 1 x 4  | Alemanha       |
| Brasil               | Brasil               | 1 x 3  | Croácia        |
| Polónia              | Polônia              | 3 x 2  | Eslováquia     |

## Zona Americana

### Grupo I
| Cabeças de chave: 1. Colômbia 2. Equador | Demais nações: - Barbados - República Dominicana - Uruguai |

### Grupo II
| Cabeças de chave: 1. Venezuela 2. Chile 3. México 4. El Salvador | Demais nações: - Bolívia - Costa Rica - Peru - Porto Rico |

### Grupo III
| - Bahamas - Bermuda - Cuba - Honduras - Guatemala | - Jamaica - Panamá - Paraguai - Trinidad e Tobago |

## Zona Ásia/Oceania

### Grupo I
| Cabeças de chave: 1. Uzbequistão 2. Índia | Demais nações: - China - Coreia do Sul - Nova Zelândia - Tailândia |

### Grupo II
| Cabeças de chave: 1. Taipé Chinês 2. Paquistão 3. Filipinas 4. Indonésia | Demais nações: - Irã - Kuwait - Líbano - Sri Lanka |

### Grupo III
| - Camboja - Hong Kong - Malásia - Qatar | - Arábia Saudita - Síria - Turcomenistão - Vietnã |

### Grupo IV
| - Bahrein - Bangladesh - Iraque - Jordânia - Quirguistão | - Mongólia - Omã - Oceania-Pacífico - Singapura - Emirados Árabes Unidos |

## Zona Europa/África

### Grupo I
| Cabeças de chave: 1. Espanha 2. Ucrânia 3. Países Baixos 4. Israel | Demais nações: \| - Áustria - Dinamarca - Lituânia - Polônia - Romênia \| - Rússia - Eslováquia - Eslovênia - Suécia \| |
| - Áustria - Dinamarca - Lituânia - Polônia - Romênia               | - Rússia - Eslováquia - Eslovênia - Suécia                                                                              |

### Grupo II
| Cabeças de chave: 1. África do Sul 2. Letônia 3. Portugal 4. Moldávia 5. Bósnia e Herzegovina 6. Finlândia 7. Bielorrússia 8. Luxemburgo | Demais nações: - Bulgária - Hungria - Irlanda - Madagáscar - Mónaco - Marrocos - Turquia - Zimbábue |

### Grupo III Europa
| - Albânia - Armênia - Chipre - Estônia - Geórgia - Grécia - Islândia | - Liechtenstein - Macedônia - Malta - Montenegro - Noruega - São Marinho |

### Grupo III África
| - Argélia - Benim - Botsuana - Congo - Egito - Quênia | - Líbia - Moçambique - Namíbia - Nigéria - Ruanda - Tunísia |